# Fenimorea fucata
Fenimorea fucata é uma espécie de gastrópode do gênero Fenimorea, pertencente a família Drilliidae.